# SG-1000 Mark III
Il Sega Mark III (nome tecnico SG-1000 Mark III) è una console a 8 bit sviluppata dalla SEGA. È la versione Giapponese del Sega Master System, commercializzato con questo nome in Europa e negli Stati Uniti.

## Storia

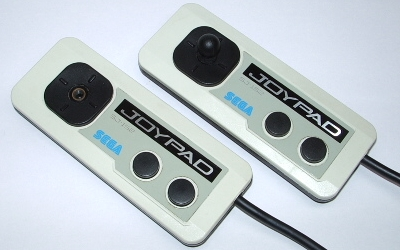
Gamepad dell'Sega Mark III

Venne presentato in Giappone il 20 ottobre 1985 per competere con il Nintendo Entertainment System ed è il successore del SG-1000 II e del SG-1000. Il Mark III è simile al Mark II ma ha in aggiunta una migliore gestione hardware del video e una maggior quantità di RAM.
Il Mark III venne ridisegnato per essere venduto negli altri mercati con il nome di Sega Master System. Sebbene l'esterno della console abbia subito diverse modifiche, l'interno della console è rimasto virtualmente identico. Una riprogettazione della console avvenuta nel Giappone nel 1987 con l'aggiunta di un chip Yamaha, l'YM2413, un chip dedicato alla gestione dell'audio (che era opzionale nel Mark III), l'unità Rapid Fire e il supporto degli adattatori 3D.
Il Mark III e il Master System non ebbero il successo sperato per via della fortissima concorrenza del NES. L'ultimo gioco giapponese presentato per la console fu Bomber Raid che uscì il 4 febbraio 1989.

## Caratteristiche
Il sistema era retrocompatibile con i precedenti titoli per SG-1000. Inoltre lo slot per le cartucce contenevano una scanalature per le Sega Card utilizzate dalle precedenti versioni della console.
Le cartucce del Master System sono inoltre fisicamente diverse da quelle utilizzate dal Sega Mark III, questo è stato fatto per creare un blocco dei giochi giapponesi.

## Specifiche tecniche
- CPU: 8-bit 3.579545 MHz ZiLOG Z80
- Grafica: VDP (Video Display Processor) derivata dal Texas Instruments TMS9918

- Fino a 32 colori simultanei da una paletta di 64 (che potevano essere visualizzati contemporaneamente con un trucco software)
- Risoluzione dello schermo 256x192 e 256x224
- 8x8 or 8x16 pixel sprites, massimo 64
- Scrolling orizzontale, diagonale, verticale, e misto

- Suono (PSG): Texas Instruments SN76489

- 4 canali mono
- 3 generatori di suoni, 4 ottave, 1 generatore di rumore bianco

- Suono (FM): Yamaha YM2413

- 9 canali mono FM

- ROM: 64 kbit (8 kB)
- RAM: 64 kbit (8 kB)
- Video RAM: 128 kbit (16 kB)
- Game Card slot